# Sportstapelen

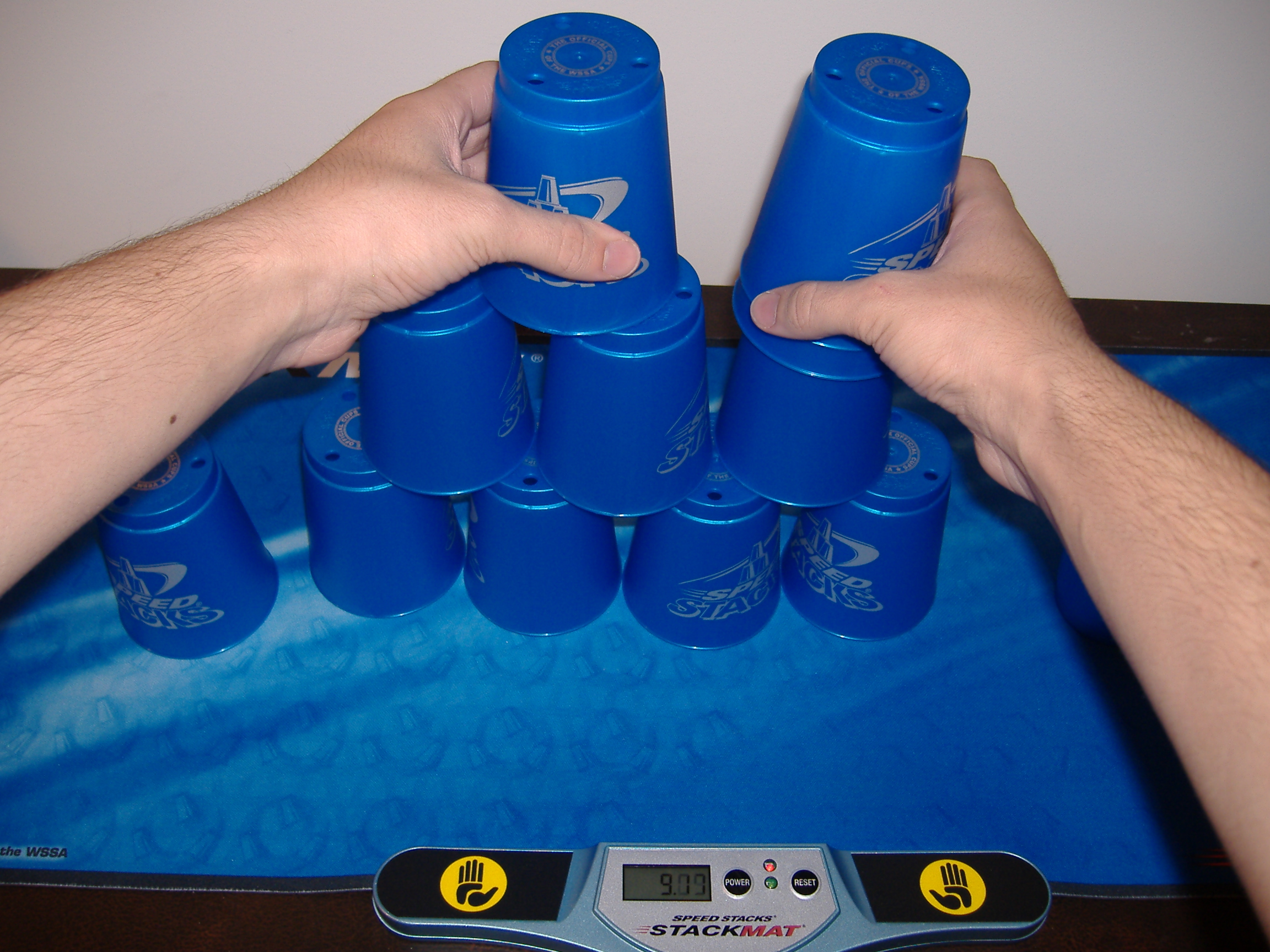
Sportstapelbekers op een StackMat

Sportstapelen (Engels: sport stacking, ook bekend als cup stacking of speed stacking) is een sport waarbij zo snel mogelijk plastic bekers gestapeld moeten worden in bepaalde formaties. Het kan individueel en in een team gedaan worden.
Beoefenaars van de sport plaatsen plastic bekers op elkaar in bepaalde formaties en in vooraf bepaalde volgordes. Dit wordt gedaan op tijd of tegen een andere speler. Vaak worden piramiden van drie, zes of tien bekers gemaakt. Voorstanders van de sport zeggen dat het samenwerking, ambidextrie, concentratie en hand-oog coördinatie bevordert.
Wedstrijden worden georganiseerd door de World Sport Stacking Association (WSSA). In 2004 veranderde de WSSA de naam van de activiteit van cup stacking in sport stacking om het meer te identificeren met een competitieve activiteit. Bij wedstrijden wordt gebruikgemaakt van een StackMat om de tijd te meten.

## Geschiedenis
De sport is begin jaren tachtig ontstaan in een club in Zuid-Californië en het verkreeg landelijke bekendheid in de Verenigde Staten in 1990 door The Tonight Show met Johnny Carson. De sport is uitgevonden door Wayne Godinet. Later heeft hij samengewerkt met gymleraar Bob Fox. Het is Bob Fox die de formaties heeft bedacht en de Cycle (cyclus). De eerste wedstrijden werden gehouden in 1998 in Oceanside, Californië en Denver, Colorado.
Jaarlijks is er een wereldkampioenschap waar verschillende landenteams aan deelnemen.

## Benodigdheden

### Bekers

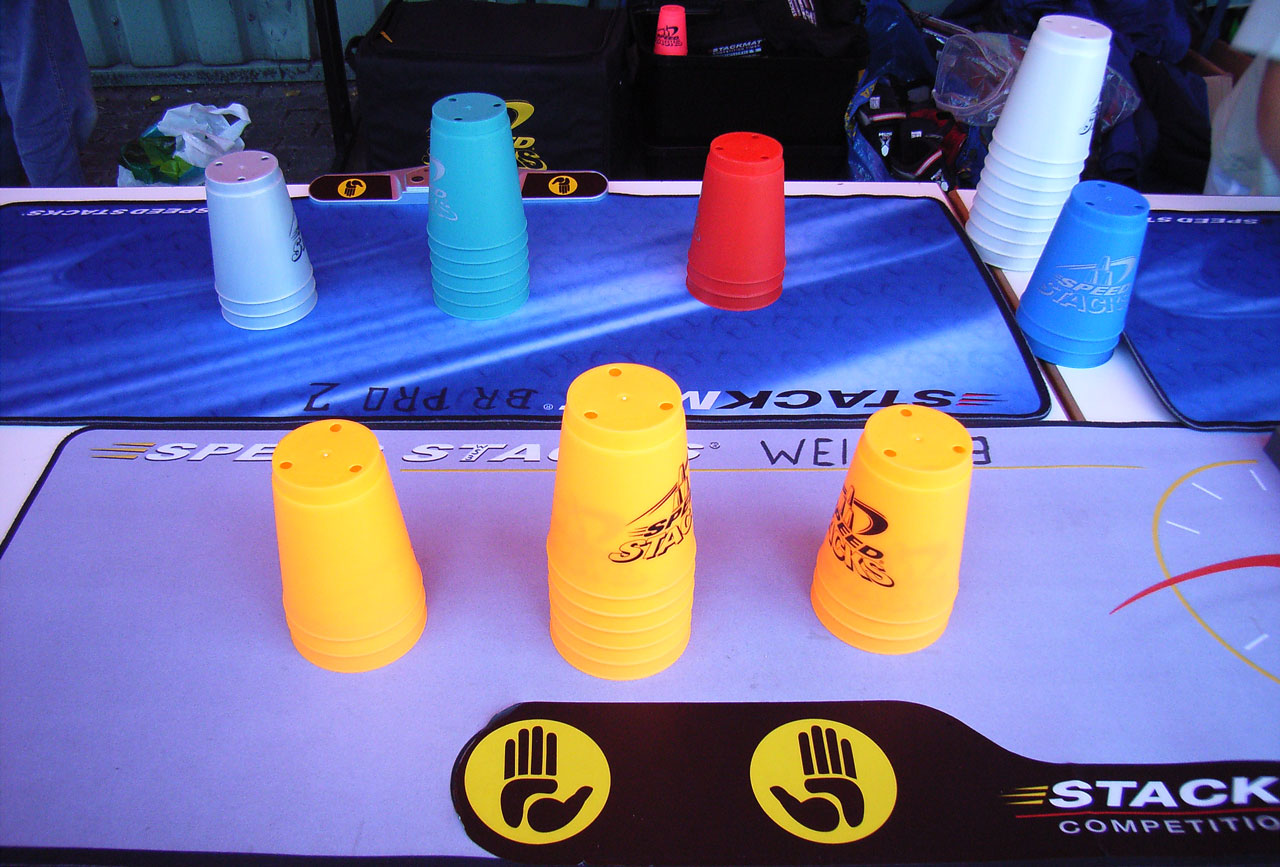
Normale stapels (stacks)

Sportstapelen gebeurt met speciaal daarvoor gemaakte bekers. Deze bekers zijn zo ontworpen dat deze niet aan elkaar blijven plakken/hangen. Dat komt door de volgende aanpassingen:
- De bekers hebben een speciale "schouder", die ervoor zorgt dat de bekers op een precies goede afstand van elkaar blijven.
- De bekers hebben een lipje aan het uiteinde van de beker. Hij is van een precies goede afmeting, zodat je de bekers makkelijk met je vingers van elkaar kunt scheiden.
- De bekers hebben een gladde binnenkant, wat ervoor zorgt dat er zo min mogelijk wrijving is.
- De bekers hebben een matte buitenkant, wat voor een goede grip zorgt, zonder de wrijving te beïnvloeden.
- De bekers buigen terug als ze te veel worden ingedeukt.
- De bekers zijn extreem licht.
- De bekers hebben gaten die ervoor zorgen dat lucht snel uit de bekers kan ontsnappen.

Er zijn verschillende soorten bekers, elk met een verschillende functie.
- Speed Stacks Pro Series

Dit zijn bekers van een speciaal, steviger materiaal dat schokken absorbeert. Ook hebben de bekers in plaats van drie kleine gaten één groot gat, wat de tijden aanzienlijk verbetert. Verder zijn deze bekers iets zwaarder, wat ervoor zorgt dat frommels (Fumbles in het Engels) minder vaak voorkomen. Deze bekers kunnen gewoon bij wedstrijden gebruikt worden, omdat ze door de WSSA goedgekeurd zijn. Emily Fox en Steven Purugganan gebruiken deze bekers.
- Speed Stacks Super Stacks

Deze bekers zijn van metaal en zijn zwaarder dan de gewone bekers. Sportstapelaars gebruiken deze bekers vlak voor een wedstrijd: door het gewicht van de Super Stacks lijken de gewone bekers daarna veel lichter, wat resulteert in een snellere tijd. Het logo is in de beker gelaserd.
- Speed Stacks Glow in the Dark Stacks

Deze bekers zijn gemaakt van lichtgevend materiaal. Ze zijn voor de rest hetzelfde als de reguliere bekers, maar zijn iets zwaarder. De blauwe GITD staan bekend als de zwaarste regular stack.
- Speed Stacks Wild Cups

Dit is een speciale uitvoering van de reguliere bekers, maar dan met camouflageopdruk.
- Speed Stacks Mini

Dit zijn reguliere bekers, maar dan in het klein. Ze zijn veel moeilijker om te stapelen, omdat ze moeilijk vast te pakken zijn. Hoewel alle formaties ermee gemaakt kunnen worden, zijn deze bekers niet door de WSSA goedgekeurd, en zijn er dus geen wedstrijden voor. Van deze bekers bestaat ook een Super-versie.
- Speed Stacks Jumbo

Dit is een enorme versie van de reguliere Speed Stack. Ze zijn niet alleen veel groter, maar ook veel zwaarder. Dit zorgt ervoor dat het bijna onmogelijk is om er snel mee te stapelen. Ook deze bekers zijn niet goedgekeurd door de WSSA.
- Speed Stacks Solars

Deze bekers zijn niet meer te koop, behalve in Nieuw-Zeeland. Ze zijn zeer gewild aangezien ze de lichtste bekers zijn van allemaal en omdat ze in de zon veranderen van kleur, vandaar de naam Solars. Dit zijn ook Steven Purugganans favoriete bekers.

### Mat
Sportstapelen kan gedaan worden op bijna elke ondergrond, zolang die maar plat en hard is. Tijdens toernooien gebruikt met zogenaamde StackMats. Deze zijn gemaakt van neoprene schuim, met een rubberen antisliponderkant. Dit zorgt voor een perfecte ondergrond om op te stapelen. In een StackMat zitten gaten. In die gaten kan een StackMat Timer bevestigd worden. En de StackMat zorgt ervoor dat niet alle bekers rond glijden

### Timer
Om de tijden te meten gebruikt men een StackMat Timer, een door Speed Stacks gemaakte timer. Deze kan aan een StackMat worden bevestigd en meet de tijd tot één honderdste van een seconde. Er zijn ook FlashCups timers te koop, de SportsTimer 1000. Deze meet de tijd tot één duizendste van een seconde, maar kan niet bevestigd worden aan een mat.

### StackPod
Een StackPod is een extern beeldscherm waarop de tijd van een stapelaar wordt weergegeven. Deze werkt alleen met de derde generatie StackMat Timer. De StackPod is geweldig om video opnames te maken, want iedereen kan meekijken wat de tijd is, zonder dat je de StackMat Timer moet loskoppelen. Het is een kleine versie van een Tournament Display.

### Tournament Display
Een Tournament Display is een extern beeldscherm waarop de tijd van een stapelaar wordt weergegeven. Deze werkt alleen met de derde generatie StackMat Timer. De Tournament Display is geweldig om video opnames te maken, want iedereen kan meekijken wat de tijd is, zonder dat je de StackMat Timer moet loskoppelen. Deze wordt altijd gebruikt bij toernooien, maar is ook te koop.

## Stapelvormen
Er zijn drie stapelvormen (of stacks) in een wedstrijd. Alle stapels worden gemaakt van links naar rechts of van rechts naar links (voorkeur van de stapelaar) maar dezelfde richting moet worden aangehouden voor het opstapelen of up stacking (bekers op elkaar zetten voor een piramide) en het afstapelen of down stacking (de piramides afbreken en de bekers in elkaar schuiven).
- 3 - 3 - 3: In totaal 9 bekers. De bekers staan aanvankelijk in stapels van 3 in elkaar geschoven (downstacked). De stapelaar moet drie piramides maken met elk 3 bekers en dan de bekers weer in elkaar schuiven in de volgorde dat ze waren opgebouwd.
- 3 - 6 - 3: In totaal 12 bekers. De stapelaar moet drie piramides maken met drie bekers links, zes bekers in het midden en drie bekers aan de rechterkant (3 - 6 - 3) en vervolgens de bekers in elkaar schuiven in de volgorde dat ze piramides zijn opgebouwd. Deze formatie is de eerste formatie in de Cycle Stack.
- 6 - 6: In totaal 12 bekers. De stapelaar twee piramides van zes bekers elk maken en ze vervolgens in elkaar schuiven tot een stapel bekers. Dit is de tweede formatie in de Cycle Stack.
- 1 - 10 - 1: In totaal 12 bekers. De stapelaar begint met een enkele stapel bekers en hij/zij moet twee bekers er van afhalen, een daarvan ondersteboven neerzetten (keuze is aan de stapelaar) en een piramide bouwen van de overige tien. De stapelaar moet dan met de andere kant van de twee bekers een tikje geven en de piramide in elkaar schuiven in een downstacked 3 - 6 - 3. Deze formatie wordt alleen in wedstrijden gebruikt als de derde formatie in de Cycle Stack. Sinds april 2010 is het niet meer nodig om met de twee bekers de mat te tikken.
- Cycle Stack: De ingewikkeldste stapel is de Cycle Stack. Het is een opeenvolging van de 3-6-3, 6-6 en de 1-10-1 om te eindigen in een afgestapelde 3-6-3.

## Wedstrijden
De meeste sportstapelwedstrijden zijn voor kinderen met divisies voor kinderen tot 12 jaar. De oudere stapelaars worden onderverdeeld in leeftijdsgroepen: 13-14, 15-18, 19-24 (Collegiate), 25-59 (Master), 60+ (Senior). Er zijn ook divisies voor Special Stackers (gehandicapten).
In teamverband spelen teams van vier personen tegen elkaar in een wedstrijd met drie rondes. Bij doubles (teams met twee personen) staan de stapelaars naast elkaar om de stapel te voltooien. De ene stapelaar gebruikt alleen zijn linkerhand en de andere gebruikt alleen zijn rechterhand.
Momenteel (eind 2013) zijn de wereldrecords:
- Cycle: William Polly (Amerika): 5,494 seconden
- 3-6-3: William Orrell (Amerika): 1,911 seconden
- 3-3-3: Chandler Miller (Amerika): 1,482 seconden
- 3-6-3 Relay: William Polly, William Orrell, Mason Langenderfer, Chandler Miller: 13,187 seconden